# Cerconota acajuti
Cerconota acajuti är en fjärilsart som beskrevs av Becker 1971. Cerconota acajuti ingår i släktet Cerconota och familjen plattmalar. Inga underarter finns listade i Catalogue of Life.